# Nigeria en los Juegos Paralímpicos de Atlanta 1996
Nigeria estuvo representada en los Juegos Paralímpicos de Atlanta 1996 por ocho deportistas masculinos.

## Medallistas
El equipo paralímpico nigeriano obtuvo las siguientes medallas:
| Nombre            | Deporte                   | Evento                             |
| ----------------- | ------------------------- | ---------------------------------- |
| Oro               |                           |                                    |
| Ajibola Adeoye    | Atletismo                 | 100 m T45-46 masculino             |
| Ajibola Adeoye    | Atletismo                 | 200 m T45-46 masculino             |
| Monday Emoghawve  | Levantamiento de potencia | –60 kg masculino                   |
| Plata             |                           |                                    |
| Ajibola Adeoye    | Atletismo                 | Salto de longitud F45-46 masculino |
| Abraham Obaretin  | Levantamiento de potencia | –48 kg masculino                   |
| Bronce            |                           |                                    |
| Johnson Sulola    | Levantamiento de potencia | –52 kg masculino                   |
| Patrick Akutaekwe | Levantamiento de potencia | –100 kg masculino                  |
| Nasiru Sule       | Tenis de mesa             | Clase abierta 1-5 masculino        |